# U.S. Route 72
Pour les articles homonymes, voir Route 72.
La U.S. Route 72 (US 72) est une US Route ouest–est parcourant 317,81 miles (511,47 km) depuis le sud-ouest du Tennessee en traversant le nord du Mississippi, le nord de l'Alabama et le sud-est du Tennessee. Le terminus ouest de la route est à Memphis, Tennessee et son terminus est est à Chattanooga. Il s'agit de la seule US Route débutant et se terminant dans le même état après avoir passé par d'autres états entre les extrémités.

## Description du tracé
|            | mi     | km     |
| ---------- | ------ | ------ |
| TN (ouest) | 23,7   | 38,13  |
| MS         | 89,80  | 144,49 |
| AL         | 166,90 | 268,54 |
| TN (est)   | 35,10  | 56,48  |
| Total      | 315,50 | 507,64 |

### Tennessee (ouest)
La US 72 débute à l'ntersection avec Bellevue Boulevard (US 51) à Memphis. Depuis Memphis, la route emprunte Union Avenue et Poplar Avenue jusqu'à Collierville. Au sud de la ville, la US 72 croise l'I-269, la route de ceinture autour de la grande région de Memphis. Elle entre au Mississippi environ trois miles (4,8 km) au sud-est de là.

### Mississippi
La US 72 entre au Mississippi dans l'ouest du comté de Marshall. Elle traverse une région vallonnée du nord de l'état en passant par Walnut et Corinth alors qu'elle se dirige vers l'est. Près de Burnsville, la US 72 traverse la Divide Cut du canal Tennessee–Tombigbee. Plus à l'est, la route entre dans la vallée de la rivière Tennessee et se dirige vers Iuka avant d'entrer en Alabama.

### Alabama
La US 72 entre en Alabama à l'ouest de Cherokee. La route longe la rivière Tennessee vers l'est jusqu'à Muscle Shoals, où la US 72 Alternate se sépare de la US 72. La route principale bifurque vers le nord et traverse Muscle Shoals ainsi que la rivière Tennessee, entrant alors à Florence sur la rive opposée. Entre Florence et Huntsville, la route traverse une région agricole ainsi que par la ville d'Athens.
Après avoir traversé Athens et croisé l'I-65, la US 72 s'approche de Huntsville. Elle entre dans la ville en empruntant University Drive. Lorsqu'elle rencontre Memorial Parkway (US 231 / US 431), la route se joint à celle-ci jusqu'à Lee Highway, où la US 72 reprend la direction de l'est. Elle atteint le terminus nord de l'I-565 et constitue le prolongement de cette autoroute.
Après s'être brièvement dirigée vers le nord-est, la route bifurque vers le sud-est et passe par Gurley et Woodville. Après cette ville, la US 72 bifurque vers le nord-est en passant par Hollywood et Stevenson avant d'atteindre la frontière avec le Tennessee.

### Tennessee (est)
La US 72 entre à nouveau au Tennessee au sud de South Pittsburg. Là, elle rencontre l'I-24 / US 64. La US 64 rejoint la US 72 entre Kimball et Jasper. À Jasper, la US 41 rejoint le multiplex. À l'est de la ville, la route traverse la rivière Tennessee et suit un escarpement dans le Plateau de Cumberland, à l'ouest de Chattanooga. Elle y rencontre à nouveau l'I-24 et, à l'est de l'échangeur, la US 11 rejoint le multiplex.
Ensemble, la US 11, la US 41, la US 64 et la US 72 suivent les falaises de Lookout Mountain. Les routes empruntent Broad Street vers le nord jusqu'au centre-ville. À l'intersection avec Main Street, la US 72 prend fin et la US 76 y débute, faisant de chacune la continuité de l'autre.

## Intersections majeures
Tennessee (ouest)
 US 51 / US 64 / US 70 / US 79 à Memphis. Les routes forment un multiplex dans la ville.
 I-240 à Memphis
 I-269 à Collierville
Mississippi
 US 45 à Corinth
Alabama
 US 43 à Muscle Shoals. Les routes forment un multiplex jusqu'à Killen.
 US 31 à Athens
 I-65 à Athens
 US 231 / US 431 à Huntsville. Les routes forment un multiplex dans la ville.
 I-565 à Huntsville
Tennessee (est)
 I-24 / US 64 à Kimball. La US 64 / US 72 forment un multiplex jusqu'à Chattanooga.
 US 41 à Jasper. Les routes forment un multiplex jusqu'à Chattanooga.
 I-24 à Chattanooga
 US 11 à Chattanooga. Les routes forment un multiplex dans la ville.
 US 27 à Chattanooga
 US 76 à Chattanooga

## Routes auxiliaires
- US 72A, route ouest-est reliant Muscle Shoals à Huntsville, en Alabama.